# Archaeolemurinae
Gli Archaeolemurinae sono una sottofamiglia estinta di lemuri, appartendente alla famiglia degli indridi, vissuta in Madagascar fino a circa 1000 anni fa.
Erano animali piuttosto simili all'indri, loro parente prossimo, nella costituzione del cranio: tuttavia avevano abitudini di vita più terrestri ed erano probabilmente molto simili ai babbuini a causa di un fenomeno di convergenza evolutiva: da qui il nome volgare di lemuri-babbuino.
Se ne conoscono due generi, per un totale di 3 specie:
- Archaeolemur (2 specie)
- Hadropithecus (1 specie)